# ناثان توماس (لاعب اتحاد الرغبي)
ناثان توماس (بالإنجليزية: Nathan Thomas)‏ هو لاعب اتحاد الرغبي بريطاني، ولد في 22 يناير 1976 في بريدجند ‏ في المملكة المتحدة.

## روابط خارجية
- ناثان توماس على موقع دوري الرغبي الممتاز (الإنجليزية)